# Voice of Cards 囚われの魔物
『Voice of Cards 囚われの魔物』（ボイス・オブ・カーズ とらわれのまもの、Voice of Cards: The Beasts of Burden）は、2022年に発売されたコンピューターゲーム。ヨコオタロウがクリエイティブディレクターを務めた。開発はエイリム。発売はスクウェア・エニックス。プラットフォームはPlayStation 4、Steam、Nintendo Switch。2023年にはスマートフォン版もリリースされた。

## 概要
『Voice of Cards』シリーズ三部作の3作目にあたる作品である。2022年9月13日にPlayStation 4、Nintendo Switch版が、同年9月14日はSteam版がリリースされた。2023年3月23日にはスマートフォン版もリリースされた。
前2作同様に、スマートフォン版を含めて追加課金なくエンディングまで楽しむことができるが、ゲーム内のカードのデザイン、コマやサイコロの見た目、BGMを変更できる有料の追加コンテンツが販売されている。

## 変更点
- ゲームマスターは石川由依が担当する[2]。
- ストーリー進行は、第1作がギャグテイストや主人公が欲望のままに動いていたり、第2作がボーイミーツガールの王道とも呼べる展開だったのに対し、特に序盤はシリアス要素が強め。主人公アルエとルゴールの2人は真面目一辺倒であり、特にシリアス感が強く、プルケとトラリスがドタバタ感を担っている[3][4]。

### 魔物カード
前2作からの変更点として、戦闘で倒した魔物をカードに封じ込めて「魔物カード」にし、戦闘中に使用できるシステムが登場した。これによって、高ランクの魔物カードを集めることで、戦闘がより戦略的に楽しめるようになっている。
魔物カードをキャラクターのスキルとして装備することで魔物に応じたスキルが使用可能になる。その分、各キャラクターの固有スキルは1種類のみと少なく、魔物カードによるスキルを自由に付け替えることで、カスタマイズ性が前2作よりも向上している。
同じ魔物の魔物カードでも最大5段階のランクがあり、上位ランクの魔物カードほどダメージ値などが上がる。
魔物カードは魔物を倒して（ランダムで）入手する以外にも、街の「ペット屋」で購入することもできる。
なお、ランクが高く出現頻度がレアな魔物カードを所持していなければゲーム進行が滞るようなゲームバランスにはなっていない。魔物カードによるスキル構築の自由度の高さから、ボスキャラ攻略などの「絶対的な解」が存在せず、各プレイヤーのプレイスタイルに依存するゲーム的な自由度も過去作と比べて大幅に進化していると言える。

## スタッフ
- ヨコオタロウ - クリエイティブディレクター[5]
- 齊藤陽介 - エグセクティブ・プロデューサー[5]
- 岡部啓一（MONACA） - ミュージックディレクター[5]
- 藤坂公彦 - キャラクターデザイナー[5]
- 三村麻亜沙（エイリム） - ディレクター[5]
- 赤羽良保 - シナリオライター[5]
- 阿方鹿朗 - シナリオライター[5]

## あらすじ
人間と魔物が対立する世界。
主人公アルエは地下の村で襲い来る魔物を防ぎつつ母親と暮らしていた。14歳の誕生日を迎えたアルエは母親の手作りのぬいぐるみをもらい、普段よりは良いささやかな晩餐を食した。その翌日、村は魔物に襲われ、母親を含む村人は全て殺されてしまった。自分が護るべき物が全て失われ絶望し自身も魔物に襲われそうになったところにルゴールという少年が現われて（名を知るのはずっと後になる）、アルエを救う。
ルゴールに連れられ、初めて地上に出たアルエが見た世界は、昼しかない砂漠の世界であった。その世界で「鋼の街」へ連れて行かれ、アルエは鋼の街の元老院たちから地下の民には魔物を従える力があると伝承されていること、近頃魔物が活性化したのは鋼の街の北西に位置する鉱山に棲む「鋼の神獣」のせいだと伝えられる。
伝承通りに、倒した魔物を使役することができたアルエは、魔物を憎みつつも、その魔物を使役して戦うことの矛盾に戸惑う。
「鋼の神獣」をカードに封じ込めたアルエは街に戻るが、元老院は近隣の街へ戦争をしかけるためにカードを差し出すようアルエに迫る。戸惑うアルエだったがルゴールにカードを奪われる。しかし、ルゴールはカードの神獣の力を使って元老院を皆殺しにしてしまった。ルゴールは元老院に拾われ、育てられはしたものの、人扱いされずに育てられたことを恨んでもいたのだ。ルゴールの口から地下の村を魔物に襲わせたのも、地下の民の力を利用するために元老院が仕組んだことだと暴露される。
復讐を終えたアルエとルゴールは、アルエが読んでいた絵本にあった「天にまたたく星」を見つけるため、昼しかない世界へと旅立つ。
食糧や水も準備する暇も無かったアルエとルゴールは砂漠で行き倒れ、同様に行き倒れかかっていたプルケとそろってサーカス団に拾われて、命を救われる。サーカス団では猛獣使いをしていた半人半魔の少女トラリスが、魔物を使役する修行として同行することになった。
「炎の神獣」をカードに封じ込め、「氷の神獣」を倒した一行は、「新世界」と呼ばれる極寒の地に到着するが、そこには魔物の村があり、魔物たちが生活をしていた。魔物の村のペット屋で売られる人間たちを救うため、一行は魔物の村の魔物たちを殲滅する。その魔物の村にいた大型の魔物は地下の村を襲った魔物であり、自分とアルエの行いと何が違うのかと問いかけながら倒された。
魔物の村に隠されていた地下への通路を降りて行くと、そこには広大な滅びた都市があった。そして、死んだと思われていたプルケの母親・ミザルから、この世界の真相が語られる。
かつて人間同士の戦争のために作られた「異形」のため、人間は絶滅の危機に瀕していた。「異形」に対抗する強い力を得るため人は「魔物」になり戦った。しかし、「異形」の脅威がなくなると、残された人間は「魔物」を迫害するようになった。
ミザルはこれを正すために魔物を率いて人間の世界に攻め込もうとしているのだった。そして、ルゴールもミザルの実験で魔物にされ、逃げ出したところを元老院に拾われたのだった。
自らも魔物となり、「鋼の神獣」「炎の神獣」「氷の神獣」を従えたミザルを倒し、魔物による侵攻を食い止めることはできたものの、「鋼の街」の軍勢が一行に襲いかかる。ルゴールが魔物の姿になり、アルエたちを逃がした。
地下深くで目覚めたアルエ、プルケ、トラエスの3人はルゴールを探して回り、傷ついた魔物と出会う。アルエはいっしょに星を探しに行こうと魔物に手を伸ばすのだった。

## 主な登場人物
アルエ / Al'e
シリーズ初の女性主人公。名前の変更は可能。
ヒットポイントの回復能力が高い。
ルゴール / L'gol
主人公と共に旅する少年。
幼い頃に元老院に拾われ、感情を殺して任務遂行するように育てられた。
攻撃力が高い。
プルケ / Pulche
魔物学者の青年。
魔物研究者だった両親は、魔物に襲われて死亡。母が最期に遺した言葉の意味を解き明かすために魔物学者になった。
ジェムの回復能力がある。行動順も速いが、ジェムを消費しない攻撃手段がない。
トラリス / Tralis
サーカス団で猛獣使いをする少女。
魔物を使いこなす修業のために主人公たちに同行する。
カタコトで話す。魔物と人間のハーフである。
ミザル / Mizar
プルケの母親。